# Rubus newbouldianus
Rubus newbouldianus är en rosväxtart som beskrevs av Rilstone. Rubus newbouldianus ingår i släktet rubusar, och familjen rosväxter. Inga underarter finns listade i Catalogue of Life.